# Gil Dodds
Gilbert Lothair Dodds, detto Gil (Norcatur, 23 giugno 1918 – 3 febbraio 1977), è stato un mezzofondista statunitense.

## Biografia
In carriera è stato per tre volte campione nazionale statunitense sui 1500 m piani, nel 1942, 1943 e 1948. Nel corso della sua carriera ha inoltre stabilito in totale tre record del mondo, tutti sulla distanza del miglio, in gare indoor: per la precisione, i primi due record risalgono entrambi al 1944 (sono separati tra loro di soli 7 giorni), mentre il terzo, che è anche il suo miglior tempo in carriera sul miglio indoor (4'05"3, tempo peraltro inferiore al suo primato outdoor sulla stessa distanza di 4'08"0, stabilito a sua volta nel 1948) è del 1948; già nel 1943 aveva inoltre stabilito sempre sul miglio un record nazionale statunitense, questa volta outdoor. Durante la carriera universitaria ha anche vinto un campionato NCAA di corsa campestre, nel 1940.
Nel 1945 aveva temporaneamente interrotto la sua attività atletica per diventare pastore, salvo poi riprenderla nel 1947 con l'obiettivo di partecipare ai Giochi Olimpici del 1948: un infortunio al tendine d'Achille ad una settimana dai Trials statunitensi per i Giochi gli impedì però di parteciparvi e a causa della sua gravità lo portò di fatto ad un secondo ritiro, questa volta definitivo.

## Campionati nazionali
1940
- Oro ai campionati NCAA di corsa campestre - 20'30"2

1942
- Oro ai campionati statunitensi, 1500 m piani - 3'50"2

1943
- Oro ai campionati statunitensi, 1500 m piani - 3'50"0

1948
- Oro ai campionati statunitensi, 1500 m piani - 3'52"1